# グレン・ウィーラン
グレン・デイヴィッド・ウィーラン（Glenn David Whelan, 1984年1月13日 - ）は、アイルランド共和国ダブリン, クロンドーキン出身の元サッカー選手、元アイルランド代表。現役時代のポジションはミッドフィールダー。
マンチェスター・シティFCでプロ生活を開始したが、UEFAカップに1度出場したのみにとどまると、ベリーFCへの期限付き移籍を経て、シェフィールド・ウェンズデイFCへ完全移籍を果たし、チームは2005年5月にチャンピオンシップに昇格した。2008年1月には、移籍金50万ポンドでストーク・シティFCと契約し、すぐさまチームはプレミアリーグに昇格した。個人としてはトニー・ピューリス監督の下で地位を確立するのに当初は苦労したが、2009年頃に定位置を掴み、2011年にはFAカップ決勝進出に貢献した。なお、結果は古巣のマンチェスター・シティに0-1で敗れている。ピューリス監督からマーク・ヒューズ監督に交代した2013-14シーズンもレギュラーであり続けた。

## 経歴

### クラブ

#### マンチェスター・シティ
2001年にアイルランドのチェリー・オーチャードFCからマンチェスター・シティFCに移籍してプロ生活を開始する。2003年8月にUEFAカップ2003-04のトータル・ネットワーク・ソリューションズFC戦において、ポール・ボスフェルトとの交代でプロ初出場を飾るが、翌月の9月29日には、ディビジョン3 (4部)のベリーFCへ1ヶ月の期限付き移籍、12月24日に再びベリーへ期限付き移籍に出され、15試合に出場していた。

#### シェフィールド・ウェンズデイ
ベリーでのプレーが、シェフィールド・ウェンズデイFCのクリス・ターナー監督の目に留まり、2004年7月に自由契約で同クラブへ完全移籍をし、8月21日のハダースフィールド・タウンFC戦で初出場を飾る。次のフットボールリーグカップでのウォルソールFC戦において、リー・ピーコックの決勝点をアシストするプレーをターナー監督に称賛されると、9月11日にウォルソールとのリーグ戦で初得点を挙げる等、加入程なくして結果を残す順調なスタート切ったが、22日にリーグカップでのコヴェントリー・シティFC戦でマット・ミルズへの激しいプレーでレッドカードによる一発退場処分となった。1年目の2004-05シーズンは、9月の時点で14位と一時低迷し、ターナー監督からマーク・スミス監督代行を経て、ポール・スタロック監督へと交代する事態にあったが、最終的にはプレーオフ圏内の5位でレギュラーシーズンを終了。プレーオフでは、ブレントフォードFCを下してミレニアム・スタジアムでの決勝戦にまで進出し、そして決勝のハートリプール・ユナイテッドFC戦において、ウィーランは勝ち越し点を挙げる活躍でマン・オブ・ザ・マッチに選出され、チームを昇格に導いた。
チャンピオンシップ (2部)での開幕となった2005-06シーズンは、昇格の立役者の活躍から注目され、また、主将のリー・バレンが負傷したことで、21歳ながらスタロック監督に主将に任命されることになったように周囲の期待は高かったが、チームは降格間近の19位に終わり、個人としては46試合1得点となった。この結果、スタロック監督からパフォーマンスに不満を持たれたことで、ウェイド・スモール、ケニー・ラント、ヨアン・フォリーといった中盤の選手が強化され、ウィーランは構想外扱いとなっていた。しかし、後任にブライアン・ローズ監督が就任すると、一転して能力を買われてレギュラーに据えられており、リーグ戦で7得点を挙げる活躍等でクラブの年間最優秀選手賞を受賞し、更に2006-07シーズン終了後には契約更新を打診された。2008年1月にバーンリーFCとプリマス・アーガイルFCからのオファーをクラブ側は拒否していたが、移籍期限最終日にストーク・シティFCからの移籍金50万ポンドのオファーを受理した。

#### ストーク・シティ
2008年1月30日に移籍金50万ポンドでストーク・シティFCと3年半契約で合意する。2月2日のカーディフ・シティFC戦において、82分にママディ・シディベとの交代で初出場、9日のウルヴァーハンプトン・ワンダラーズFC戦で初先発を飾って以来、中盤のレギュラーとして14試合に出場し、2位でのプレミアリーグ (1部)昇格に貢献した。4月7日のクリスタル・パレスFC戦で初得点を挙げている。

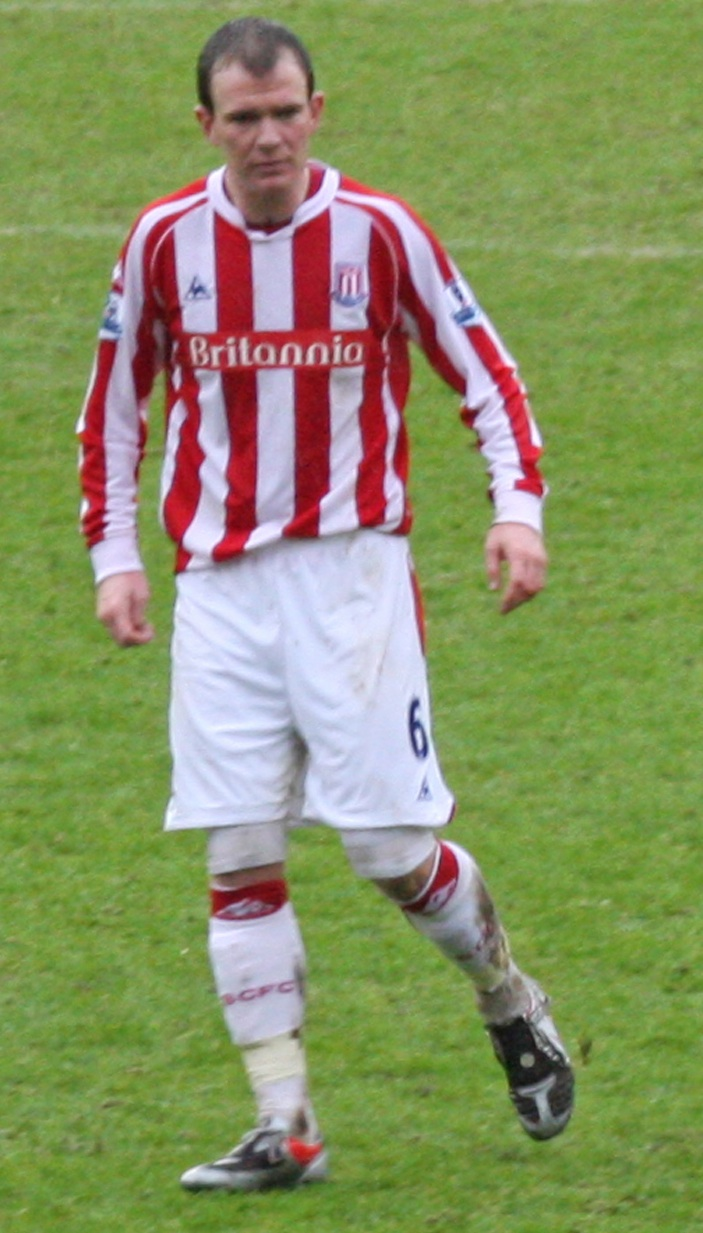
ストーク・シティFCでのウィーラン (2010)

2008年8月16日のボルトン・ワンダラーズFC戦において、プレミアリーグでの初先発を飾る。しかし、開幕戦でのプレーに精彩を欠いていたことで、その後暫くはリザーブチームが主戦場となり、トップチームではリーグカップの1試合に出場しか出来ずにいたことで、2008年12月にはブリタニア・スタジアムから去るとの予測までされた。だが、ウィーラン自身はストークに留まることを願い、実際に移籍することはなく残留を果たすと、シーズンが進むに連れて出場機会を増やし、2009年3月1日のアストン・ヴィラFC戦で試合終了間際に同点弾を挙げる等でチームにとって重要な選手の1人となり、2008-09シーズン終了後の9月15日に新たに4年契約を締結することが出来た。翌2009-10シーズンは、10月24日のトッテナム・ホットスパーFC戦 (1-0)でシーズン初にして決勝点を挙げ、古巣のマンチェスター・シティ戦でも得点する。2010年2月27日のアーセナルFC戦において、味方DFライアン・ショウクロスのタックルで相手MFのアーロン・ラムジーがシーズン絶望となる大怪我を負う。これを間近に見ていたウィーランは、怪我の深刻さをいち早く認識して駆けつけ、動揺させないようにサポートしており、その行為はラムジーから感謝された。
2011年1月1日のエヴァートンFC戦において、ストークでの通算出場数100試合目に到達する。同2010-11シーズンは、先発から外されることが多かったものの、3月に先発復帰を果たしてからは調子を取り戻し、クラブ史上初となるFAカップ決勝戦進出に貢献しており、古巣マンチェスター・シティとの決勝戦 (0-1)でも先発を務めた。翌2011-12シーズンは昨季後半戦同様にレギュラーとしてプレーし、8月のUEFAヨーロッパリーグ 2011-12でのFCトゥーン戦でペナルティーエリア外から得点、11月のブラックバーン・ローヴァーズFC戦で1年半ぶりの得点を挙げた。2012年1月16日に契約延長をした。ストークに加入してからアイルランド代表として初出場を飾ったウィーランは、3月7日に37試合目に出場したことで、ゴードン・バンクスを抜き、同クラブに所属しながら代表で最も多くプレーした選手となった。
2012年夏、中盤にチャーリー・アダムとスティーヴン・エンゾンジが加入したことから地位を脅かされることが予想されたが、定位置を確保してリーグ戦34試合に出場する。FAカップのマンチェスター・シティ戦において、ルーズボールの奪い合いの際にハビ・ガルシアの足を両足で踏みつけた格好になり、怪我をさせてしまい、激しいプレーに加え、主審がファールを取られなかったことで議論を呼んだ。2013年5月18日、同僚ケンワイン・ジョーンズのロッカーに豚の頭が入れられる悪戯が発生し、信仰に関わる問題も手伝い、怒りの報復行為に出たジョーンズから自身の車のフロントガラスを破壊された。だが、この件にウィーランが関与していないことが判明し、ジョーンズから謝罪された。
2013-14シーズンに、ピューリス監督からマーク・ヒューズ監督交代に伴い、攻撃的なプレーを望まれたことでプレースタイルの変化を誓ってスタートを切ると、アダムやエンゾンジの他にウィルソン・パラシオス、スティーヴン・アイルランドとの定位置争いが待っていたが、すぐさま定位置を確保しており、シーズン前に望んだ得点力が増加させることは叶わなかったにもかかわらず、その後もシーズンを通して中盤の要として36試合に出場して9位でシーズンを終えることに貢献。シーズン終了後にウィーランは、最高だったと自身の出来を振り返った。翌2014-15シーズンも昨季の好調を続けたかったが、2014年10月に代表での活動中に足を骨折したことで離脱となり、12月までの約2ヶ月時間を要し、復帰後は、離脱中に自身の穴を埋めたジェフ・キャメロン、スティーヴ・シドウェルとの定位置争いが待っていた。2015年1月29日に契約を2年延長した。2月には、主将のショークロスが負傷したことに伴って主将を務めていたが、FAカップのブラックバーン戦 (1-4)で大敗すると、試合後にロッカールームでチームメイトとの言い争いになった。

#### アストン・ヴィラ
2017年7月20日、アストン・ヴィラFCに2年契約で移籍。

#### ハート・オブ・ミドロシアン
2019年8月14日、ハート・オブ・ミドロシアンFCに1年契約で移籍。

#### フリートウッド・タウン
2020年1月24日、シーズン終了までの契約でフリートウッド・タウンFCに移籍した。

#### ブリストル・ローヴァーズ
2021年9月4日、ブリストル・ローヴァーズFCに加入した。2022-23シーズン終了後に現役引退し、ブリストルのコーチに就任した。

### 代表
アイルランド代表としては、まず、2000年10月に年代別のU-16代表でUEFA U-16欧州選手権2001予選に出場し、その後、U-20及びU-21では主将としてチームを率い、2003 FIFAワールドユース選手権でプレーする等、14試合に出場。2007年11月20日のスコットランド戦でB代表としてプレーした後、2008年5月のセルビア戦でA代表初出場を飾った。以来、ジョバンニ・トラパットーニ監督体制下で定位置を確保し、9月6日のジョージア戦で初得点、2009年10月10日のイタリア戦で20ヤードの距離から代表2得点を挙げた。
大きな論争となった2010 FIFAワールドカップ・ヨーロッパ予選のフランス戦に出場していたウィーランは、誤審による2010 FIFAワールドカップ出場を逃す悲劇を味わったが、2011年11月15日にはUEFA EURO 2012予選プレーオフでは、エストニアを下し、チームの10年ぶりの国際大会となるUEFA EURO 2012出場権獲得に貢献、本大会にもメンバー入りを果たした。2013年8月14日のウェールズ戦で代表通算50試合に到達。9月の2014 FIFAワールドカップ・ヨーロッパ予選でのスウェーデン戦において、精彩を欠いたパフォーマンスをRTEの評論家であり元アイルランド代表のイーモン・ダンフィーから痛烈な批判をされた。

### 私生活
リヴァプールFCのサポーターとして育つも、アイドルはポール・マグラー。また、故郷のセント・パトリックス・アスレティックFCのファンでもあり、ポール・オスマンが自身のサッカー人生に大きな影響を与えたとしている。

## 個人成績

### クラブでの成績
出典:
| 所属クラブ                   | シーズン         | リーグ              | リーグ | リーグ | カップ | カップ | リーグカップ | リーグカップ | 欧州カップ戦 | 欧州カップ戦 | その他[a] | その他[a] | 合計 | 合計 |
| 所属クラブ                   | シーズン         | 所属リーグ          | 出場   | 得点   | 出場   | 得点   | 出場         | 得点         | 出場         | 得点         | 出場      | 得点      | 出場 | 得点 |
| ---------------------------- | ---------------- | ------------------- | ------ | ------ | ------ | ------ | ------------ | ------------ | ------------ | ------------ | --------- | --------- | ---- | ---- |
| マンチェスター・シティ       | 2003-04          | プレミアリーグ      | 1      | 0      | 0      | 0      | 0            | 0            | 1            | 0            | -         | -         | 1    | 0    |
| マンチェスター・シティ       | 合計             | 合計                | 1      | 0      | 0      | 0      | 0            | 0            | 1            | 0            | -         | -         | 1    | 0    |
| ベリー (loan)                | 2003-04          | ディビジョン3       | 13     | 0      | 1      | 0      | 0            | 0            | -            | -            | 1         | 0         | 15   | 0    |
| ベリー (loan)                | 合計             | 合計                | 13     | 0      | 1      | 0      | 0            | 0            | -            | -            | 1         | 0         | 15   | 0    |
| シェフィールド・ウェンズデイ | 2004-05          | フットボールリーグ1 | 36     | 3      | 1      | 1      | 2            | 0            | -            | -            | 3         | 1         | 42   | 5    |
| シェフィールド・ウェンズデイ | 2005-06          | チャンピオンシップ  | 43     | 1      | 1      | 0      | 2            | 0            | -            | -            | -         | -         | 46   | 1    |
| シェフィールド・ウェンズデイ | 2006-07          | チャンピオンシップ  | 38     | 7      | 2      | 0      | 1            | 1            | -            | -            | -         | -         | 41   | 8    |
| シェフィールド・ウェンズデイ | 2007-08          | チャンピオンシップ  | 25     | 2      | 2      | 0      | 3            | 1            | -            | -            | -         | -         | 30   | 3    |
| シェフィールド・ウェンズデイ | 合計             | 合計                | 142    | 13     | 6      | 1      | 8            | 2            | -            | -            | 3         | 1         | 159  | 17   |
| ストーク・シティ             | 2007-08          | チャンピオンシップ  | 14     | 1      | 0      | 0      | 0            | 0            | -            | -            | -         | -         | 14   | 1    |
| ストーク・シティ             | 2008-09          | プレミアリーグ      | 26     | 1      | 1      | 0      | 4            | 2            | -            | -            | -         | -         | 31   | 3    |
| ストーク・シティ             | 2009-10          | プレミアリーグ      | 33     | 2      | 4      | 0      | 1            | 0            | -            | -            | -         | -         | 38   | 2    |
| ストーク・シティ             | 2010-11          | プレミアリーグ      | 29     | 0      | 7      | 0      | 3            | 0            | -            | -            | -         | -         | 39   | 0    |
| ストーク・シティ             | 2011-12          | プレミアリーグ      | 30     | 1      | 4      | 0      | 2            | 0            | 7            | 1            | -         | -         | 43   | 2    |
| ストーク・シティ             | 2012-13          | プレミアリーグ      | 32     | 0      | 2      | 0      | 0            | 0            | -            | -            | -         | -         | 34   | 0    |
| ストーク・シティ             | 2013-14          | プレミアリーグ      | 32     | 0      | 1      | 0      | 3            | 0            | -            | -            | -         | -         | 36   | 0    |
| ストーク・シティ             | 2014-15          | プレミアリーグ      | 24     | 0      | 2      | 0      | 0            | 0            | -            | -            | -         | -         | 26   | 0    |
| ストーク・シティ             | 合計             | 合計                | 220    | 5      | 21     | 0      | 13           | 2            | 7            | 1            | -         | -         | 261  | 8    |
| キャリア通算成績             | キャリア通算成績 | キャリア通算成績    | 375    | 18     | 28     | 1      | 21           | 4            | 8            | 1            | 4         | 1         | 436  | 25   |

a. ^ 昇格プレーオフ&フットボールリーグトロフィー

### 代表での成績
出典:
| アイルランド代表 | アイルランド代表 | アイルランド代表 |
| 年               | 出場             | 得点             |
| ---------------- | ---------------- | ---------------- |
| 2008             | 7                | 1                |
| 2009             | 10               | 1                |
| 2010             | 8                | 0                |
| 2011             | 11               | 0                |
| 2012             | 9                | 0                |
| 2013             | 10               | 0                |
| 2014             | 6                | 0                |
| 2015             | 8                | 0                |
| 2016             | 9                | 0                |
| 2017             | 6                | 0                |
| 2018             | 1                | 0                |
| 2019             | 6                | 0                |
| Total            | 91               | 2                |

#### 代表での得点
| #  | 開催日         | 開催地   | 対戦国     | スコア | 結果 | 大会                        |
| -- | -------------- | -------- | ---------- | ------ | ---- | --------------------------- |
| 1. | 2008年9月6日   | マインツ | ジョージア | 0-2    | 1-2  | 2010 FIFAワールドカップ予選 |
| 2. | 2009年10月10日 | ダブリン | イタリア   | 1-0    | 2-2  | 2010 FIFAワールドカップ予選 |

## 獲得タイトル
個人
- FAIインターナショナル・フットボール・アワーズ（英語版）U-21最優秀選手賞部門 : 2004[58]